# Зареченское сельское поселение (Максатихинский район)
Заре́ченское се́льское поселе́ние (карел. Zaruučan kyläkunda) — муниципальное образование в составе Максатихинского района Тверской области.
На территории поселения находятся 26 населённых пунктов. Центр поселения — хутор Заречье.

## Географические данные
- Общая площадь: 164 км².
- Нахождение: восточная часть Максатихинского района.
  - Граничит:
    - на северо-западе — с городским поселением пгт.Максатиха,
    - на севере — с Рыбинским СП,
    - на востоке — с Бежецким районом, Михайловогорское СП и Шишковское СП,
    - на юге — с Пальчихинским СП,
    - на западе — с Кострецким СП.

Главная река — Молога (по северной границе).
По территории поселения проходит автодорога «Вышний Волочёк—Бежецк» и железная дорога «Бологое — Сонково — Рыбинск».

## История
В XIX — начале XX века деревни поселения относились к Рыбинской волости Бежецкого уезда.
В 1940-50-е годы на территории поселения существовали Сидорковский и Максатихинский сельсоветы Максатихинского района Калининской области.
Образовано в 2005 году, включило в себя территории Сидорковского и часть Зареченского сельских округов.
Законом Тверской области от 8 октября 2014 года № 74-ЗО, муниципальные образования Зареченское сельское поселение, Кострецкое сельское поселение, Пальчихинское сельское поселение, Ривицкое сельское поселение и Трестенское сельское поселение преобразованы путём объединения во вновь образованное муниципальное образование Зареченское сельское поселение.

## Население
| 2010  | 2011  | 2012  | 2013  | 2014  | 2015 | 2016  |
| ----- | ----- | ----- | ----- | ----- | ---- | ----- |
| 843   | ↘836  | ↗857  | ↗871  | ↗885  | ↘872 | ↗2632 |
| 2017  | 2018  | 2019  | 2020  | 2021  |      |       |
| ↗2633 | ↘2596 | ↘2569 | ↘2524 | ↘2393 |      |       |

На 01.01.2008 — 955 человек. Национальный состав: русские и тверские карелы.

## Населённые пункты
На территории поселения находятся следующие населённые пункты:
| №  | Тип нп  | Название   | Население (2008 год) |
| -- | ------- | ---------- | -------------------- |
| 1  | дер.    | Бараниха   | 2                    |
| 2  | дер.    | Гороватое  | 0                    |
| 3  | дер.    | Дубовика   | 1                    |
| 4  | дер.    | Дубровка   | 0                    |
| 5  | хутор   | Заречье    | 212                  |
| 6  | дер.    | Клевищи    | 14                   |
| 7  | дер.    | Княжево    | 71                   |
| 8  | дер.    | Масленка   | 2                    |
| 9  | дер.    | Мотуново   | 0                    |
| 10 | дер.    | Никольское | 0                    |
| 11 | дер.    | Ольховка   | 0                    |
| 12 | дер.    | Ораны      | 1                    |
| 13 | дер.    | Отока      | 0                    |
| 14 | дер.    | Пасьмино   | 13                   |
| 15 | дер.    | Поповка    | 1                    |
| 16 | дер.    | Ривица     | 177                  |
| 17 | дер.    | Святовское | 0                    |
| 18 | дер.    | Сидорково  | 309                  |
| 19 | ж-д.ст. | Сидорково  | 0                    |
| 20 | дер.    | Слепниха   | 0                    |
| 21 | дер.    | Сосновка   | 14                   |
| 22 | дер.    | Старое     | 1                    |
| 23 | дер.    | Трусово    | 16                   |
| 24 | дер.    | Хмелевая   | 116                  |
| 25 | дер.    | Хмелевка   | 0                    |
| 26 | дер.    | Цаплино    | 7                    |

### Бывшие населённые пункты
На территории поселения исчезли деревни Грибаниха, Львово, Повалье, Подморево и другие.

Деревня Железенец присоединена к деревне Сосновка.

## Экономика
Лесоперерабатывающая промышленность, торговля, АПК.

## Известные люди
В деревне Поповка родился Герой Советского Союза (1944) Иван Михайлович Травкин (1922—1974). В честь него названа улица в поселке Максатиха.